# 罗慕洛 (足球运动员)
罗慕洛·何塞·帕切科·达席尔瓦（葡萄牙語：Rômulo José Pacheco da Silva，1995年10月27日—），简称罗慕洛，巴西足球运动员，司职中场，现效力于成都蓉城足球俱乐部。

## 俱乐部生涯
罗慕洛出生于伯南布哥州累西腓，毕业于巴伊亚竞技俱乐部青训营。2014年11月16日，他在主场1-2输给科林蒂安保利斯塔体育俱乐部的比赛中下半场替补出场，完成了他在巴西足球甲级联赛首秀。
2015年2月10日，罗慕洛续约至2018年
2017年2月6日，罗慕洛与韩国乙级联赛球队釜山IPark签订为期一年的租借协议。在韩国成功度过首个赛季后，罗慕洛与俱乐部签订了一份为期三年的合同。2018年和2019年，罗慕洛均入选官方K联赛2最佳阵容。在2019赛季的最后一场比赛中，罗慕洛在第77分钟罚进点球，帮助釜山队在与同城对手庆南足球俱乐部的升降级附加赛决赛中取得领先。釜山队最终以2-0获胜，并晋级K联赛1。
2021年4月，罗慕洛加盟中国乙级足球俱乐部成都蓉城。在他为俱乐部效力的首个赛季中，成为球队的主力，并帮助球队在2021年中国足球甲级联赛结束后成功升超。